# سلوا دی پرونیو
سلوا دی پرونیو (به ایتالیایی: Selva di Progno) یک کومونه در ایتالیا است که در استان ورونا واقع شده‌است. سلوا دی پرونیو ۴۱٫۲ کیلومتر مربع مساحت و ۹۸۵ نفر جمعیت دارد و ۵۷۰ متر بالاتر از سطح دریا واقع شده‌است.

## نگارخانه

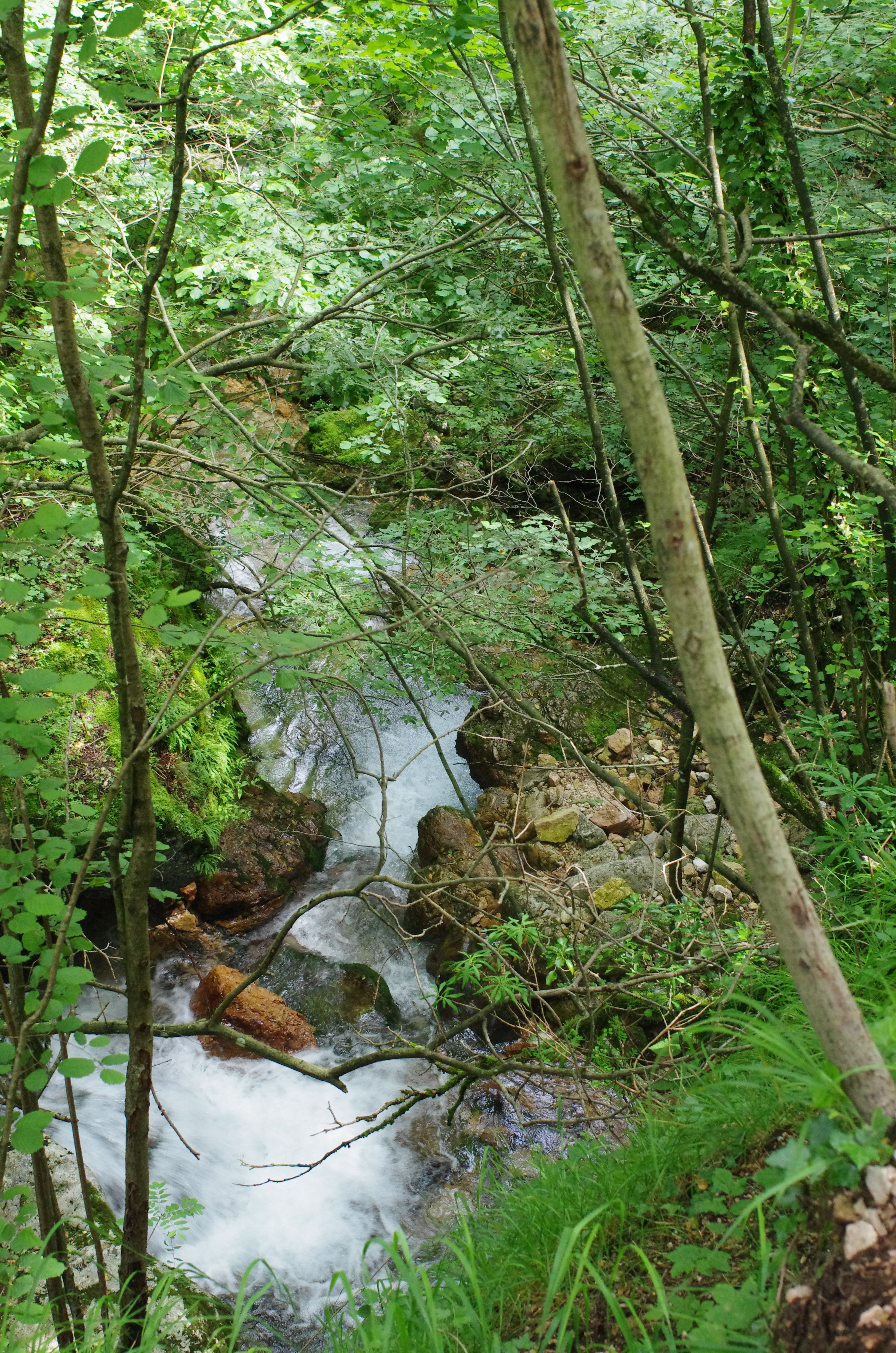
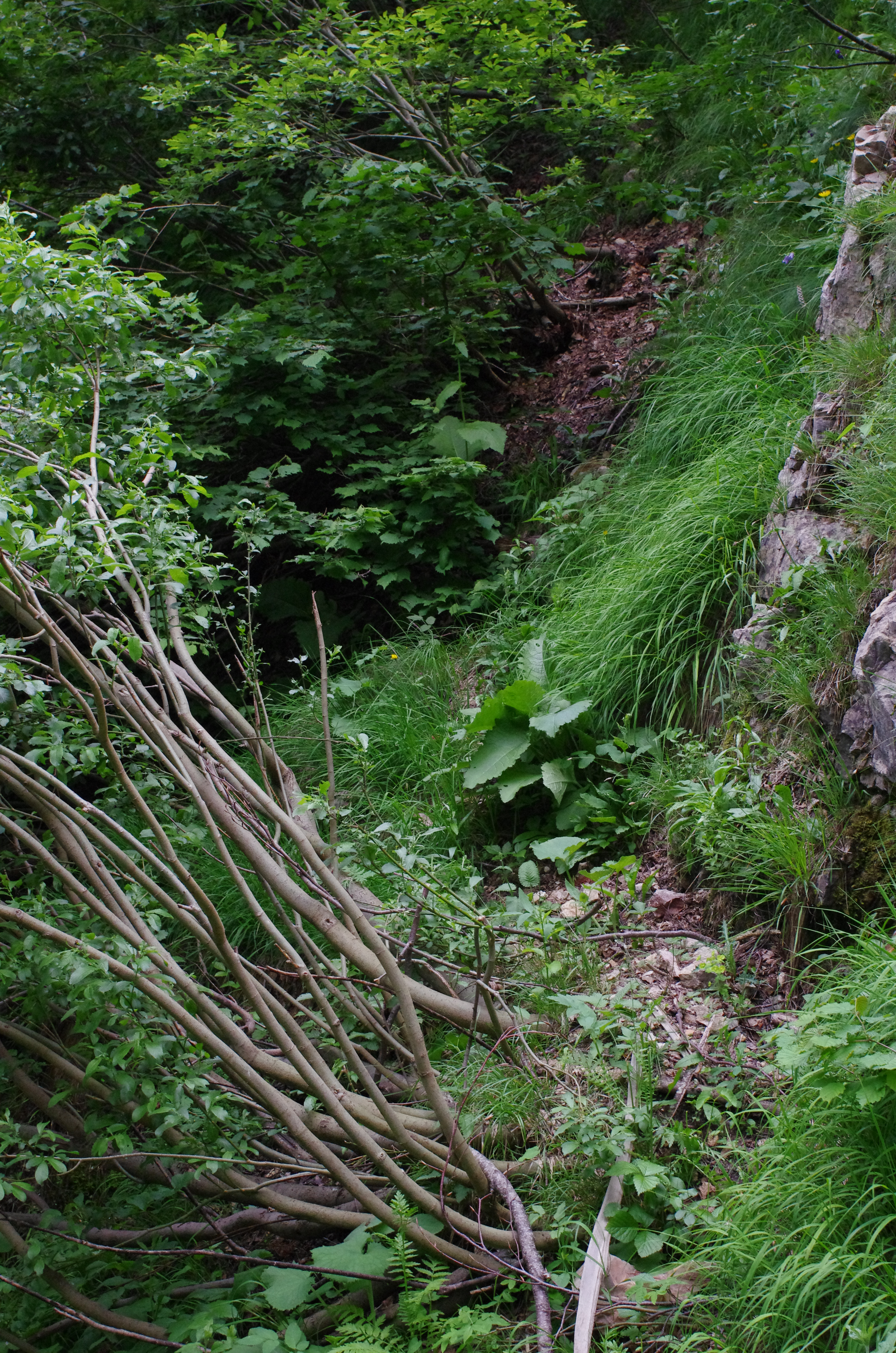
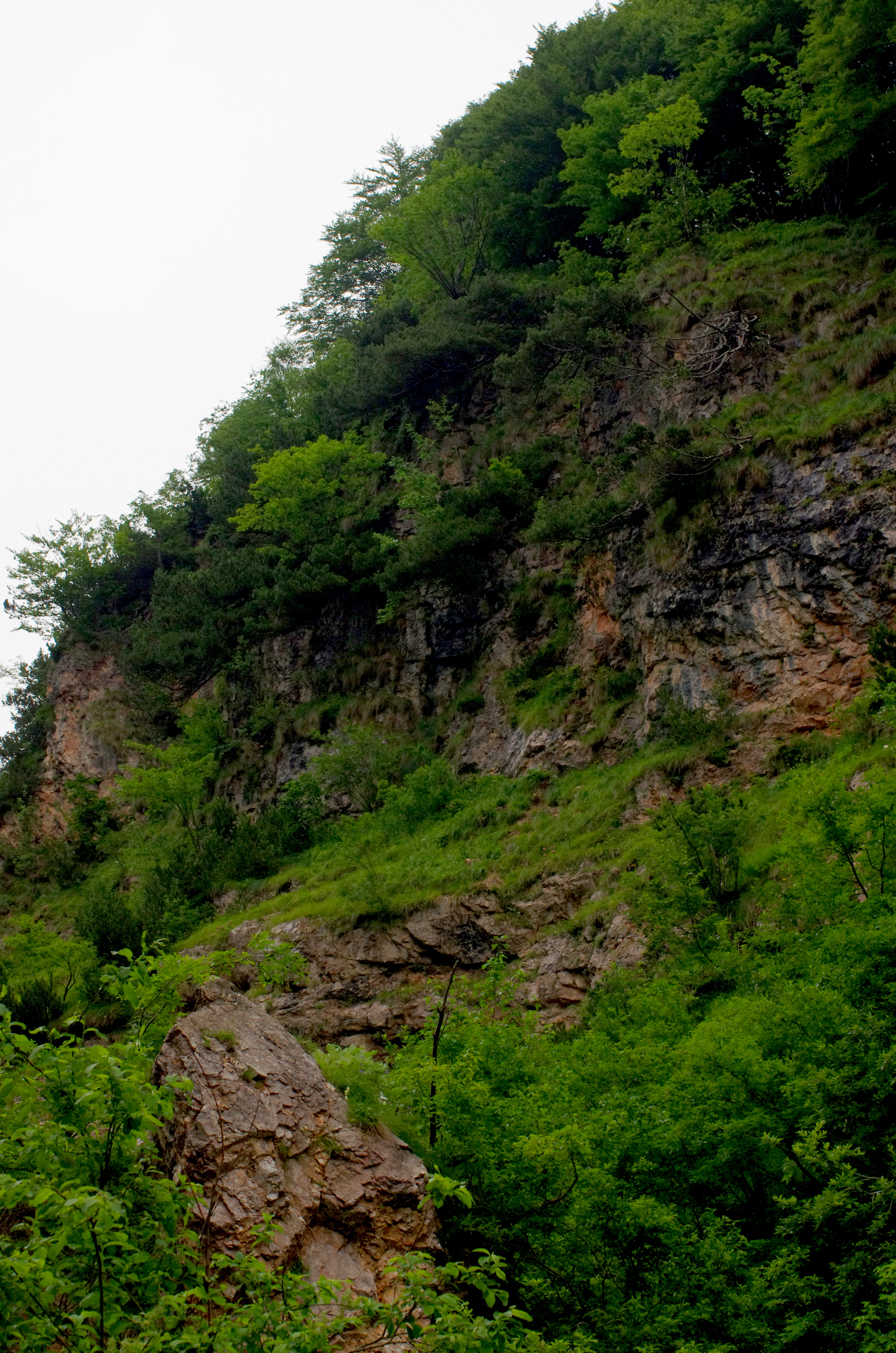
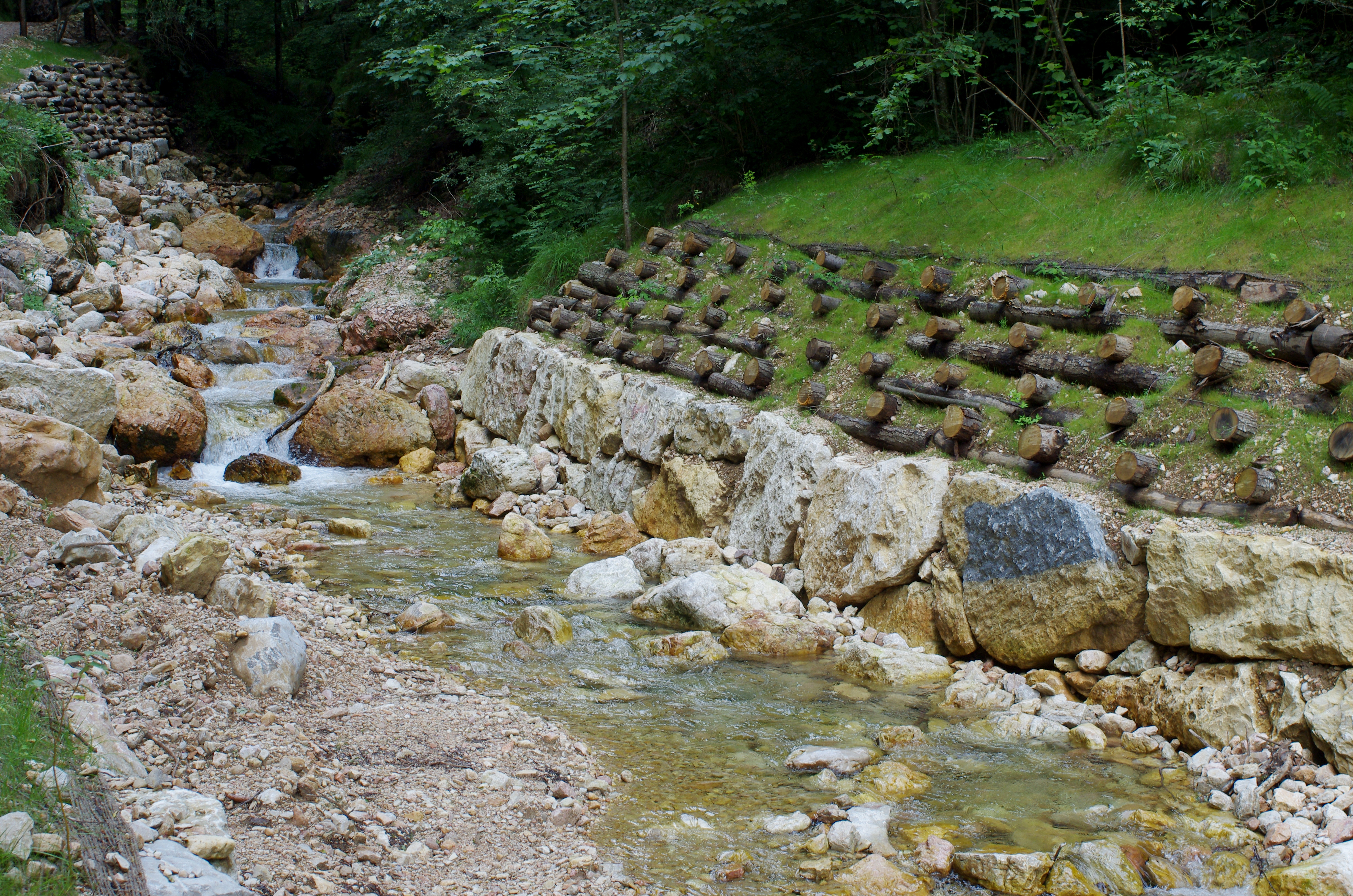
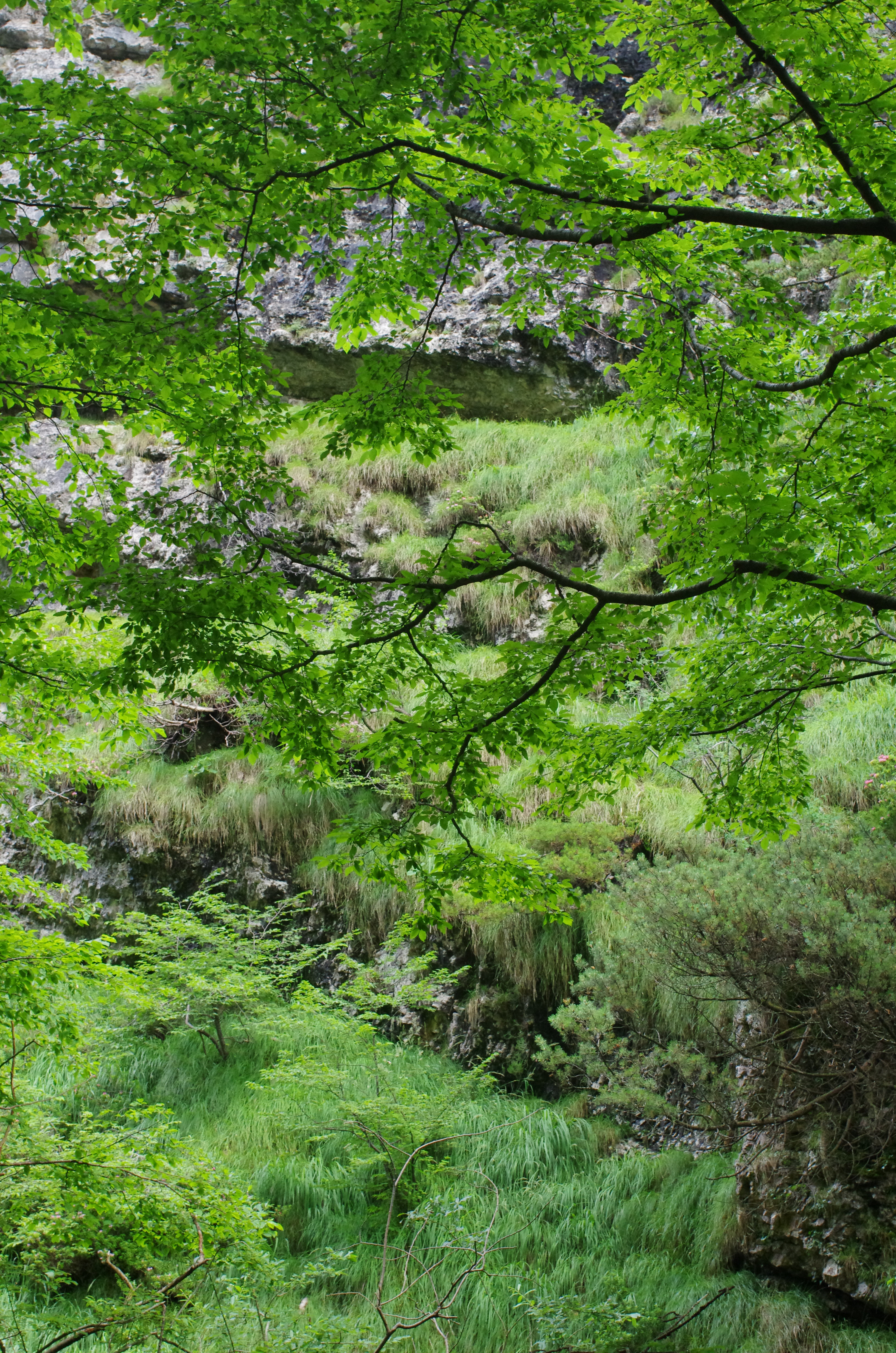
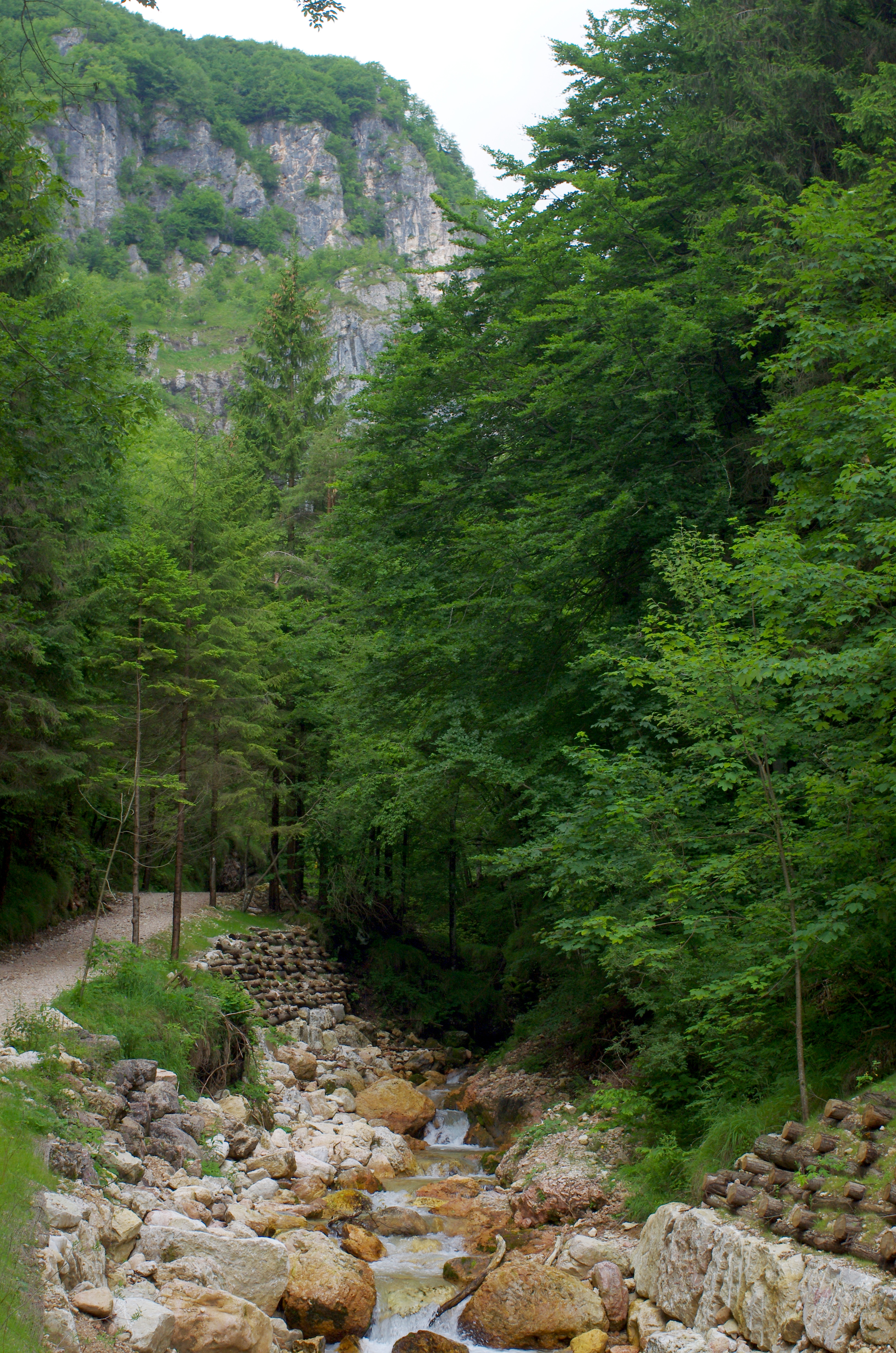
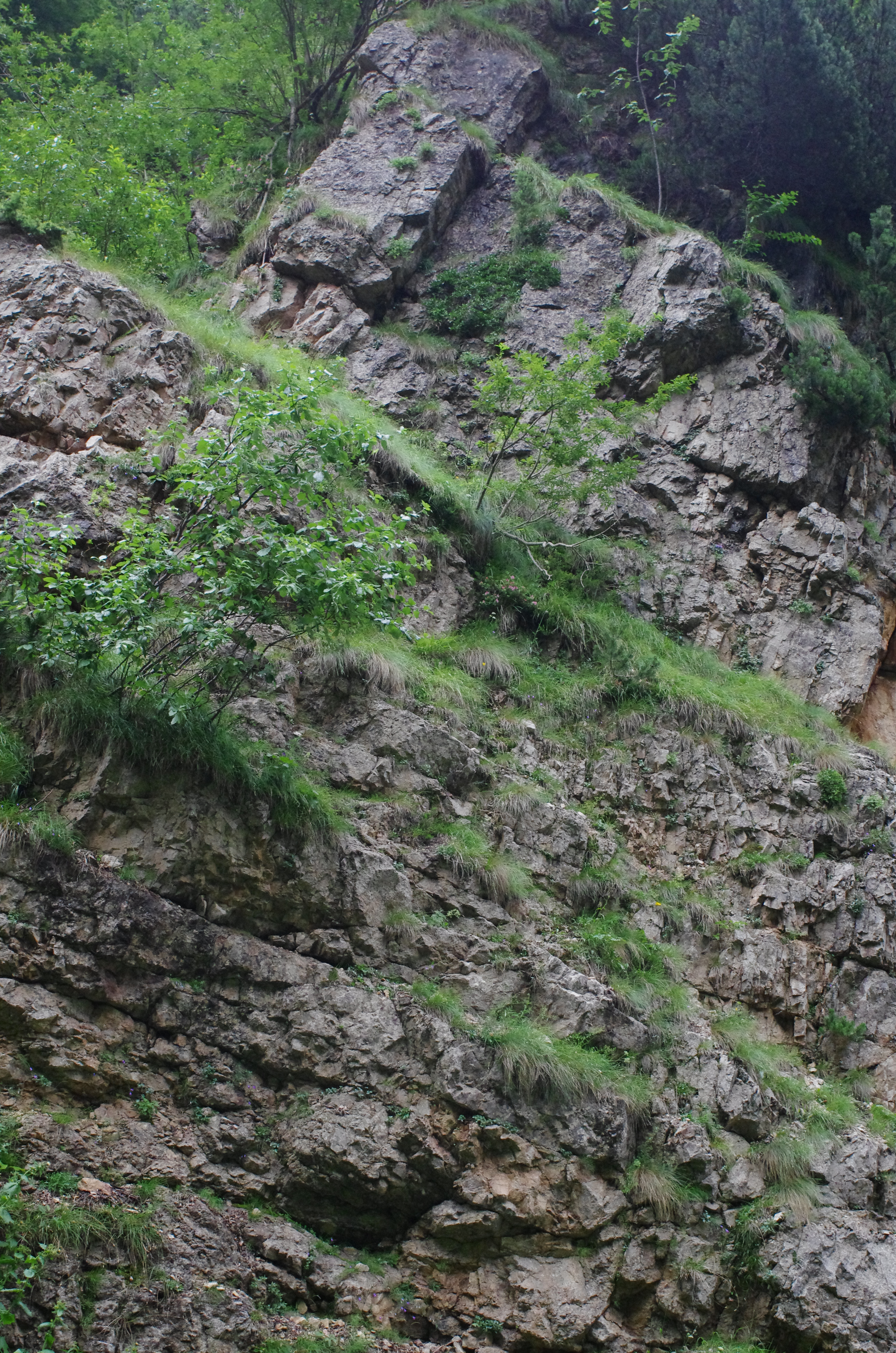
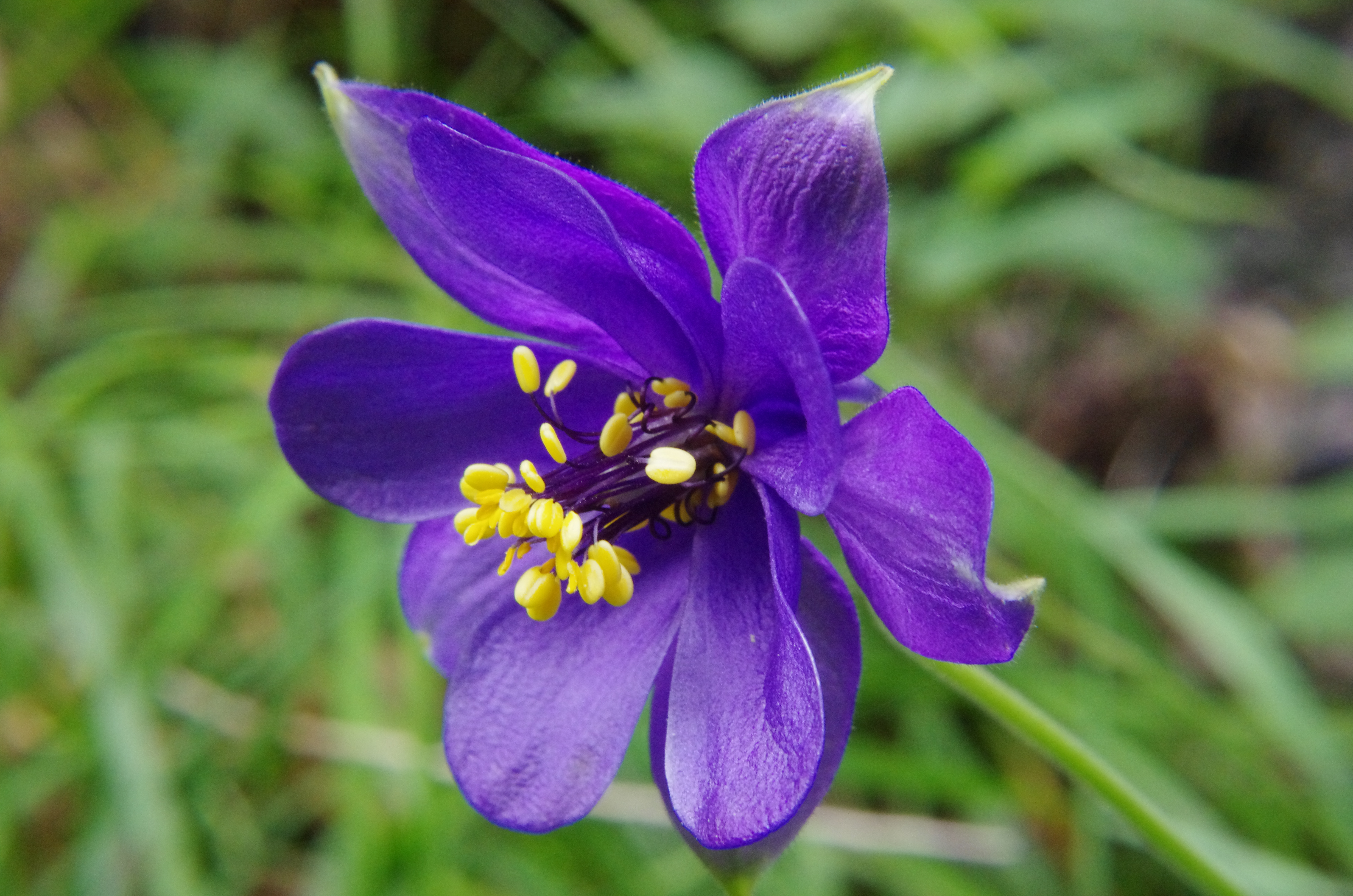
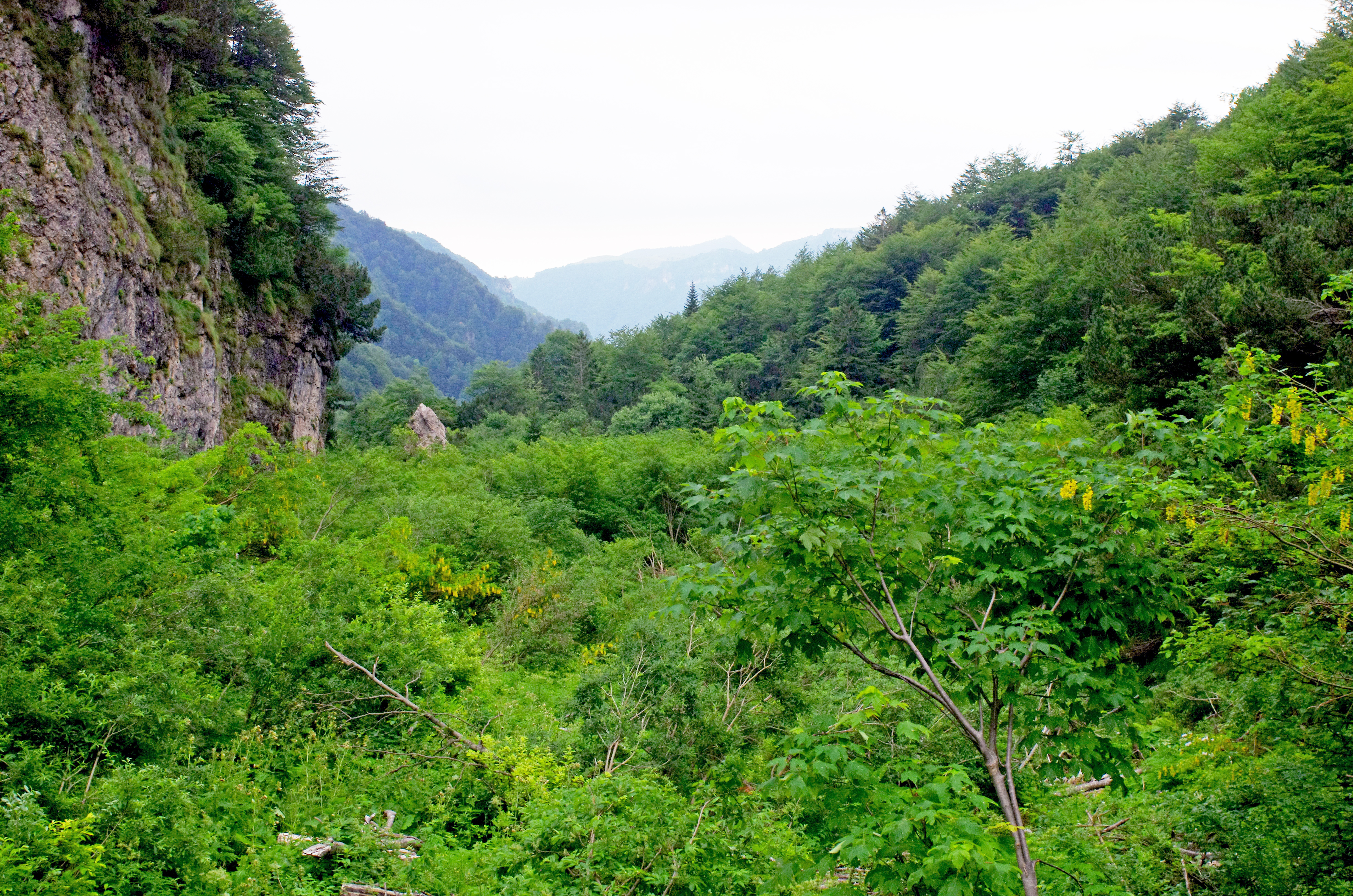